# Youdian Xincun
Youdian Xincun (chiń. 邮电新村站) – stacja początkowa metra w Szanghaju, na linii 10. Zlokalizowana jest pomiędzy stacjami Siping Lu i Hailun Lu. Została otwarta 10 kwietnia 2010.